# Jean-Louis Bousquet

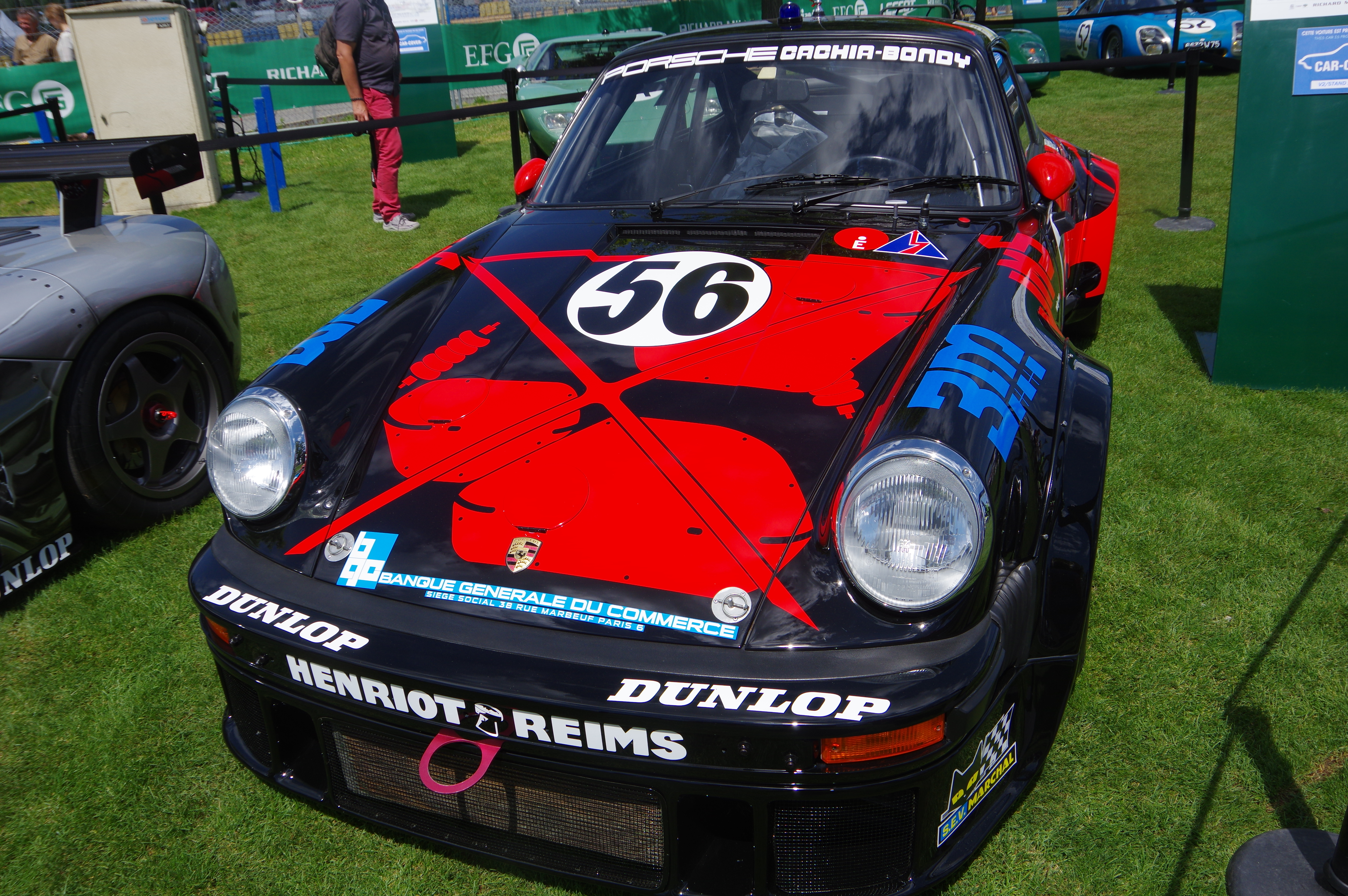
Der Porsche 934 mit dem Jean-Louis Bousquet beim 24-Stunden-Rennen von Le Mans 1977 am Start war

Jean-Louis Bousquet (* 30. April 1949) ist ein ehemaliger französischer Autorennfahrer.

## Karriere als Rennfahrer
Jean-Louis Bousquet bestritt in den 1970er-Jahren Kartrennen und gewann 1973 die französische Elite-Meisterschaft vor Alain Prost. 1975 wechselte er in die Formel Renault, wo er 1977, diesmal hinter Alain Prost, Gesamtzweiter in der europäischen Meisterschaft wurde.
In den 1980er-Jahren ging er in der Französischen Formel-3-Meisterschaft und der Tourenwagen-Meisterschaft an den Start. Dreimal ging er beim 24-Stunden-Rennen von Le Mans ins Rennen. Seine beste Platzierung im Gesamtklassement war der 19. Rang 1977.

## Statistik

### Le-Mans-Ergebnisse
| Jahr | Team                | Fahrzeug      | Teamkollege       | Teamkollege   | Platzierung | Ausfallgrund |
| ---- | ------------------- | ------------- | ----------------- | ------------- | ----------- | ------------ |
| 1977 | JMS Racing Team     | Porsche 934   | Philippe Dagoreau | Cyril Grandet | Rang 19     |              |
| 1980 | WM Esso             | WM P79/80     | Serge Saulnier    | Denis Morin   | Ausfall     | Unfall       |
| 1989 | Courage Compétition | Cougar C22 LM | Pascal Fabre      | Jirō Yoneyama | Ausfall     | Motorschaden |

### Einzelergebnisse in der Sportwagen-Weltmeisterschaft
| Saison | Team                | Rennwagen  | 1   | 2   | 3   | 4   | 5   | 6   | 7   | 8   | 9   | 10  | 11  | 12  | 13  | 14  | 15  | 16  |
| ------ | ------------------- | ---------- | --- | --- | --- | --- | --- | --- | --- | --- | --- | --- | --- | --- | --- | --- | --- | --- |
| 1980   | Welter Racing       | WM P79/80  | DAY | BRH | SEB | MUG | MON | RIV | SIL | NÜR | LEM | DAY | WAT | SPA | MOS | ROA | VAL | DIJ |
| 1980   | Welter Racing       | WM P79/80  |     |     |     |     |     | DNF |     |     |     |     |     |     |     |     |     |     |
| 1989   | Courage Compétition | Cougar C22 | SUZ | DIJ | JAR | BRH | NÜR | DON | SPA | MEX |     |     |     |     |     |     |     |     |
| 1989   | Courage Compétition | Cougar C22 | 6   |     |     |     |     |     |     |     |     |     |     |     |     |     |     |     |